# Hârtop
Hârtop is een Roemeense gemeente in het district Suceava.
Hârtop telt 2614 inwoners.